# Grenada
Grenada – państwo wyspiarskie na wyspie Grenada i części wysp archipelagu Grenadyn (Małe Antyle) na Morzu Karaibskim.

## Geografia
Grenada jest jednym z najmniejszych państw na półkuli zachodniej. Jest to grupa małych wysp w południowej części Morza Karaibskiego.
Największe wyspy:
- Grenada
- Carriacou
- Ronde Island
- Mała Martynika

Większość populacji żyje na największej wyspie, Grenadzie. Największymi jej miastami są, zaczynając od stolicy: Saint George’s, Grenville i Gouyave. Większym siedliskiem ludzkim na pozostałych wyspach jest Hillsborough na wyspie Carriacou.
Wyspy Grenady są pochodzenia wulkanicznego, w związku z tym charakteryzują się wysoką żyznością gleby. Wnętrze największej wyspy jest górzyste, a najwyższym wzniesieniem jest Góra Świętej Katarzyny o wysokości 840 m n.p.m. Ze stoków góry wypływa szereg strumieni z kaskadami. Klimat wyspy jest tropikalny: gorący i wilgotny w porze deszczowej oraz chłodny z wiejącymi pasatami w porze suchej. Grenada, znajdując się na południowej granicy pasa huraganów, w ostatnich dziesięcioleciach ucierpiała tylko trzykrotnie: 23 września 1955 r. – huragan „Janet” (prędkość wiatru dochodziła do 185 km/h powodując poważne zniszczenia), 7 września 2004 r. huragan „Ivan” (poważne zniszczenia, 39 osób zginęło) oraz 14 lipca 2005 r. huragan „Emily” (poważne zniszczenia na Carriacou i w północnej części Grenady).

## Historia
Pierwszymi mieszkańcami wyspy byli Karaibowie. W 1498 roku została odkryta dla Europy przez Krzysztofa Kolumba. Pierwsza próba osadnictwa europejskiego została podjęta przez Anglików w 1609 roku. Została ona udaremniona przez lokalnych Indian, którzy krwawe zwycięstwo nad białymi mieli uczcić ludożerczą ucztą. W 1650 roku przybyli osadnicy francuscy z Martyniki, którzy zawarli z Indianami porozumienie, wykupując przy tym prawa do wyspy. W 1762 roku wyspa została zajęta przez Wielką Brytanię. W XIX wieku Brytyjczycy uprawiali tu trzcinę cukrową i do czasu zniesienia niewolnictwa sprowadzili z Afryki dużą liczbę niewolników. W 1877 roku wyspa uzyskała status kolonii. W 1958 roku włączona w skład Federacji Indii Zachodnich (do 1962). Od roku 1967 państwo stowarzyszone z Wielką Brytanią, a od 1974 roku niepodległe.
Pierwszym premierem niepodległej Grenady był Eric Gairy ze Zjednoczonej Partii Pracy Grenady (Grenada United Labour Party – GULP). Opozycyjna Narodowa Partia Grenady (Grenada National Party – GNP) zarzuciła mu wkrótce dążenie do rządów dyktatorskich i rozpoczęła ostrą walkę przeciwko ekipie rządzącej. Oskarżany o nadużycia finansowe i łamanie prawa Gairy został ostatecznie obalony w 1979 roku przez lewicową partię Nowy Ruch JEWEL. Lewicowy premier Maurice Bishop realizował radykalne reformy i przeorientował politykę zagraniczną na współpracę z blokiem wschodnim. W 1983 roku miał miejsce wojskowy zamach stanu, w wyniku którego radykalnie lewicowa część rządu obaliła Bishopa i zamordowała go. Śmierć premiera stała się dla USA pretekstem do inwazji na kraj. W 1985 roku wycofano ostatnie obce wojska.

## Gospodarka
Podstawą gospodarki Grenady jest rolnictwo. Pod uprawą znajduje się ok. 75% powierzchni kraju, jedynie najwyższe partie niewysokich gór, zajmujących centralną część wyspy, porastają lasy i zarośla. Głównymi roślinami uprawnymi są bananowiec (3 tys. ha), kakaowiec (6 tys. ha) i muszkatołowiec (2,6 tys. ha). Niewielkie obszary zajmuje uprawa trzciny cukrowej oraz warzyw (m.in. jams i bataty). Wzdłuż brzegów wyspy istnieją plantacje palmy kokosowej (1,2 tys. ha). W latach 1951–1955 Grenada była największym producentem i eksporterem gałki i kwiatu muszkatołowego na świecie – eksportowała rocznie 84 tys. centnarów angielskich tej przyprawy. Znaczące zmiany przyniósł huragan „Janet”, który zniszczył ok. 80% wszystkich drzew muszkatołowych.

## Demografia
Większość populacji (82.4%) stanowią osoby pochodzenia afrykańskiego, 13,3% to osoby o mieszanej etniczności, Hindusi stanowią 2,2%.

## Religia
Struktura religijna kraju w 2011 roku:
- protestanci – 49,2%:
  - zielonoświątkowcy – 17,2%,
  - adwentyści dnia siódmego – 13,2%,
  - anglikanie – 8,5%,
  - baptyści – 3,2%,
- katolicy – 36%,
- brak religii – 5,7%,
- świadkowie Jehowy – 1,2%,
- Ruch Rastafari – 1,2%,
- inne religie – 5,5%,
- nieokreśleni – 1,3%.

## Siły zbrojne
W ciągu kilkusetletniej historii wyspy, niejednokrotnie stacjonowały na niej niewielkie oddziały francuskie, a następnie angielskie, pełniące przede wszystkim funkcje policyjne. Po uzyskaniu niepodległości w 1974 roku rząd utworzył własną kilkusetosobową policję, która w ograniczonym stopniu spełniała zadania wojska (zgodnie z konstytucją, odpowiedzialność za obronę Grenady ponosić miała w większości Wielka Brytania).
Po przewrocie w 1979 roku lewicowy rząd utworzył Ludową Armię Rewolucyjną (People’s Revolutionary Army = PRA). Armia liczyła około 1500 żołnierzy. Podczas inwazji w 1983 roku armia stawiła opór wojskom USA i państw Organizacji Wschodniokaraibskiej, jednak wobec ich ogromnej przewagi liczebnej i technicznej, wygasł on po kilku dniach i utracie 45 zabitych oraz 337 rannych (większe procentowo straty ponieśli Kubańczycy, którzy wsparli wojska rządowe). Nowy rząd rozwiązał PRA i ponownie oparł obronność na oddziałach o charakterze policyjnym. Są one szkolone i wyposażane przy dużym udziale organizacyjnym oraz finansowym USA.
W 2005 roku Królewskie Grenadyjskie Siły Policyjne (Royal Grenadian Police Force = RGPF) liczyły 755 ludzi (w tym 80-osobowy specjalny oddział komandosów), uzbrojonych przede wszystkim w lekką broń. RGPF podlega też Straż Przybrzeżna (Coast Guard) posiadająca ok. 50 funkcjonariuszy i 4 małe, ale nowoczesne okręty patrolowe.

## Kultura
Łatwo zauważalne są wpływy francuskie i to bardziej niż w innych państwach Karaibów. Francuskie nazwiska i nazwy miejsc są dla Grenady rzeczą typową. Język zawiera wpływy o podłożu francuskim. Mieszkańcy kraju używają również lokalnego dialektu Patois. Silne wpływy francuskie zaobserwować można w grenadyjskiej kuchni. Potrawy są sowicie przyprawiane. Kuchnia przypomina tę znaną z Nowego Orleanu. Zaobserwować można wpływy francuskie w architekturze z początków XVIII wieku. Kultura wyspiarska zapożyczyła wiele z kultury afrykańskiej – większość mieszkańców ma korzenie sięgające Czarnego Lądu. O wpływach indyjskich świadczą: gotowanie dhalu, jedzenie mięsa koziego i kurczaków przyprawianych curry. Należy zwrócić uwagę na grenadyjski taniec, muzykę i zwyczaje świąteczne. Soca, calypso czy reggae były tańczone w czasie wyspiarskich karnawałów. Również zouk był i jest popularnym stylem w lokalnej muzyce. Dziedzictwo wyspiarzy pochodzenia afrykańskiego odgrywa olbrzymią rolę w kulturze kraju. Ważnym elementem miejscowej kultury jest gawędziarstwo (ang. storytelling) i opowiadanie ludowych legend, w których odnaleźć można zarówno wpływy afrykańskie, jak i starofrancuskie. Postać Anansi, boga trickstera, znana jest np. w Zachodniej Afryce i innych krajach Karaibów, gdzie mieszka ludność pochodzenia afrykańskiego. Z bohaterów legend typowo francuskich znani są La Diablesse (pol. diablica) czy Ligaroo, tzn. wilkołak.